# Danny Felix

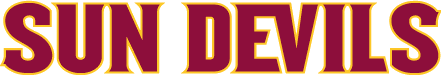
Zawodnik Arizona State Sun Devils

Danny Felix (ur. 3 marca 1974) – amerykański zapaśnik w stylu wolnym. Zajął 24. miejsce na mistrzostwach świata w 2009. Trzeci na mistrzostwach panamerykańskich w 2002. Trzynasty w Pucharze Świata w 2010 roku.
Zawodnik South Mountain High School z Phoenix i Arizona State University. All-American w NCAA Division I w 1995, gdzie zajął siódme miejsce.